# Okres Košice-okolie
Košice-okolie (Hongaars:Kassa-környék) is een district (Slowaaks: Okres) in de Slowaakse regio Košice. De hoofdstad is Košice hoewel deze niet onderdeel uit maakt van de okres. De naam betekent: omgeving/streek van Košice
Het district bestaat uit 2 steden (Slowaaks: Mesto) en 110 gemeenten (Slowaaks: Obec). Het district had in 2011 in totaal 119 227 inwoners waarvan 11 845 (circa 10%) behoren tot de Hongaarse minderheid in Slowakije. In de volkstelling gaven 17.348 inwoners (15%) van het district aan het Hongaars als moedertaal te hebben.

## Taalgrens
Door het district loopt de Slowaaks-Hongaarse taalgrens. Deze taalgrens begint bij het Hongaarstalige plaatsje Peder (Hongaars: Péder) en gaat vervolgens noordwaarts langs Drienovec (Hongaars: Somodi). Het naastgelegen stadje Moldava nad Bodvou (Hongaars:Szepsi) heeft een bevolking die voor 40% bestaat uit etnische Hongaren. Direct ten noorden van het stadje ligt het Hongaarstalige dorp Debraď (Hongaars: Debrőd). Daarna gaat de taalgrens naar het westen, hier liggen de Hongaarstalige dorpje Háj.

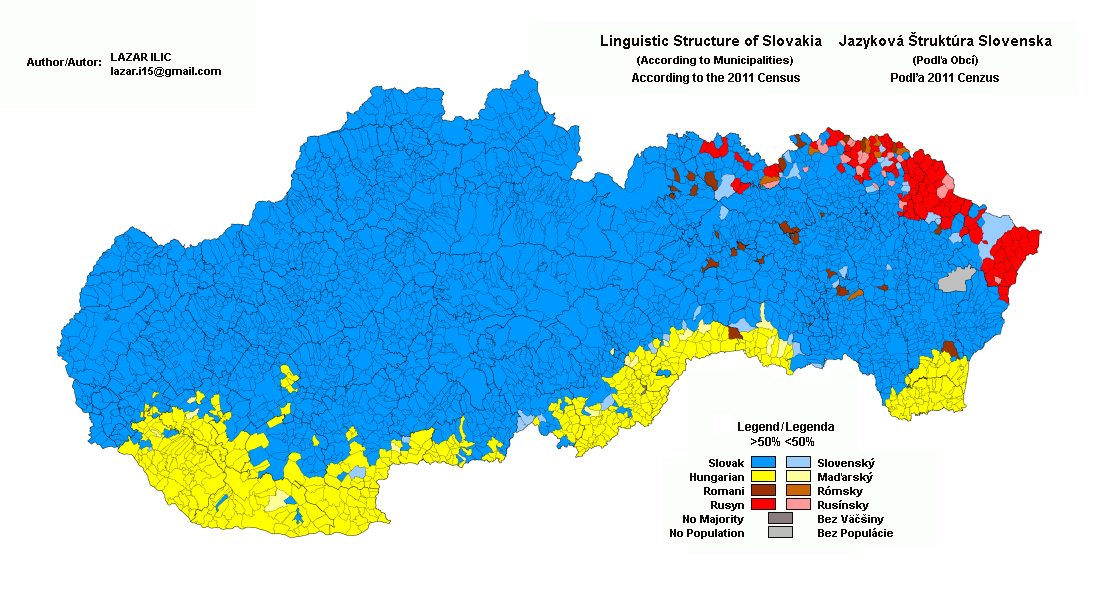
Taalsituatie in Slowakije volgens Census van 2011.

## Steden
- Medzev
- Moldava nad Bodvou

## Lijst van gemeenten
| - Bačkovík - Baška - Belža - Beniakovce - Bidovce - Blažice - Bočiar - Bohdanovce - Boliarov - Budimír - Bukovec - Bunetice - Buzica - Cestice - Čakanovce - Čaňa - Čečejovce - Čižatice - Debraď - Drienovec - Družstevná pri Hornáde - Dvorníky-Včeláre - Ďurďošík - Ďurkov - Geča - Gyňov - Hačava - Háj - Haniska - Herľany - Hodkovce - Hosťovce - Hrašovík - Hýľov - Chorváty - Chrastné - Janík | - Jasov - Kalša - Kecerovce - Kecerovský Lipovec - Kechnec - Kokšov-Bakša - Komárovce - Košická Belá - Košická Polianka - Košické Oľšany - Košický Klečenov - Kráľovce - Kysak - Malá Ida - Malá Lodina - Milhosť - Mokrance - Mudrovce - Nižná Hutka - Nižná Kamenica - Nižná Myšľa - Nižný Čaj - Nižný Klátov - Nižný Lánec - Nová Polhora - Nováčany - Nový Salaš - Obišovce - Olšovany - Opátka - Opiná - Paňovce - Peder - Perín-Chym - Ploské - Poproč - Rákoš | - Rankovce - Rešica - Rozhanovce - Rudník - Ruskov - Sady nad Torysou - Seňa - Skároš - Slančík - Slanec - Slanská Huta - Slanské Nové Mesto - Sokoľ - Sokoľany - Svinica - Šemša - Štós - Trebejov - Trstené pri Hornáde - Trsťany - Turnianska Nová Ves - Turňa nad Bodvou - Vajkovce - Valaliky - Veľká Ida - Veľká Lodina - Vtáčkovce - Vyšná Hutka - Vyšná Kamenica - Vyšná Myšľa - Vyšný Čaj - Vyšný Klátov - Zádiel - Zlatá Idka - Žarnov - Ždaňa |

Okres Gelnica · Okres Košice I · Okres Košice II · Okres Košice III · Okres Košice IV · Okres Košice-okolie · Okres Michalovce · Okres Rožňava · Okres Sobrance · Okres Spišská Nová Ves · Okres Trebišov